# Pujalt
Pujalt ist eine katalanische Gemeinde (Municipio) mit 210 Einwohnern (Stand: 2024) in der Provinz Barcelona im Nordosten Spaniens. Sie liegt in der Comarca Anoia. Neben dem Hauptort Pujalt besteht die Gemeinde aus den Ortschaften Conill, El Astort, La Guardia und Vilamajor.

## Lage
Pujalt liegt etwa 70 Kilometer nordwestlich von Barcelona in einer Höhe von ca. 765 m. 

## Bevölkerungsentwicklung
| Jahr      | 1970 | 1981 | 1991 | 2001 | 2011 | 2021 |
| Einwohner | 217  | 170  | 176  | 188  | 204  | 205  |

## Sehenswürdigkeiten

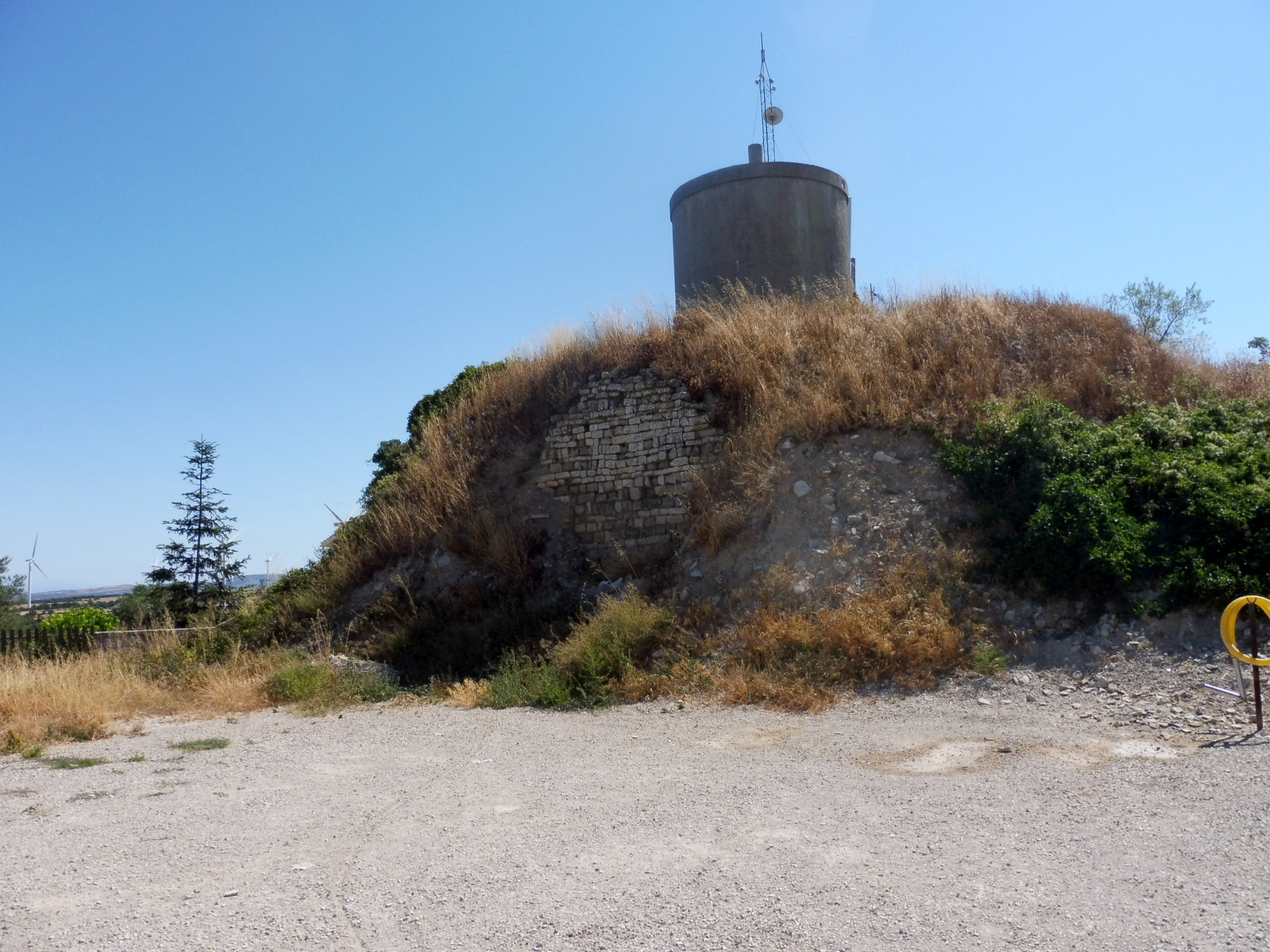
Burganlage von Pujalt
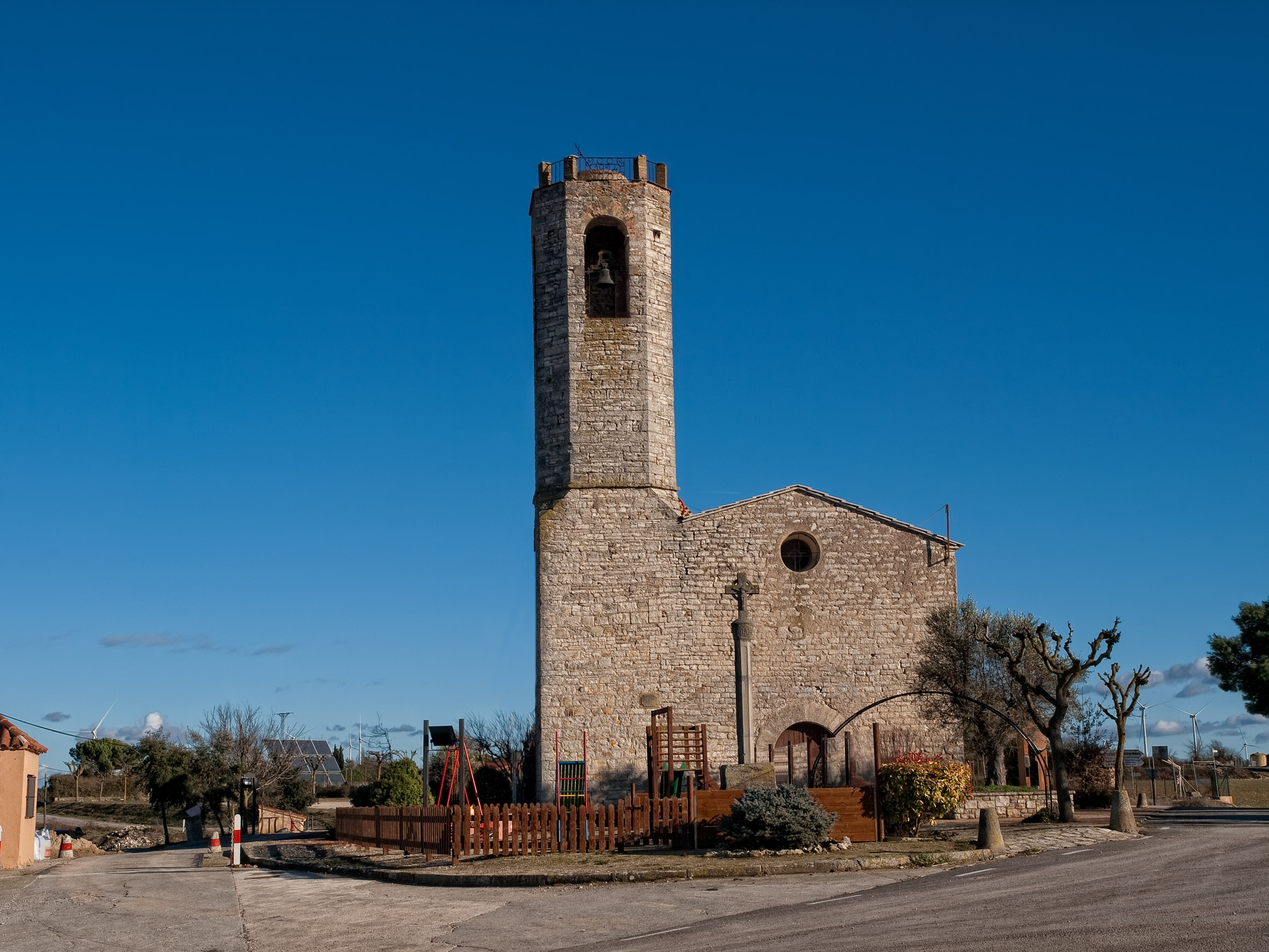
Andreaskirche
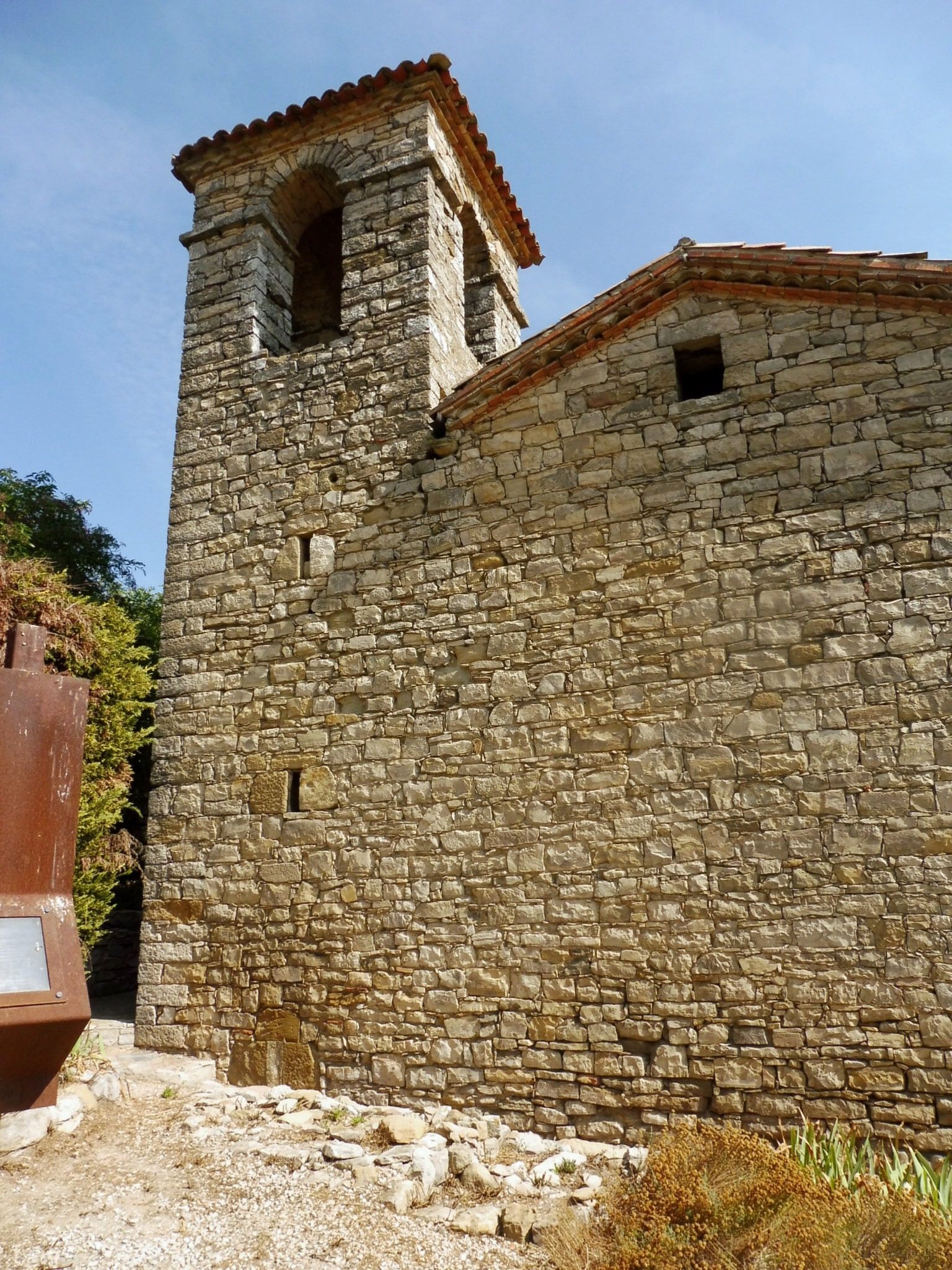
Jakobskirche
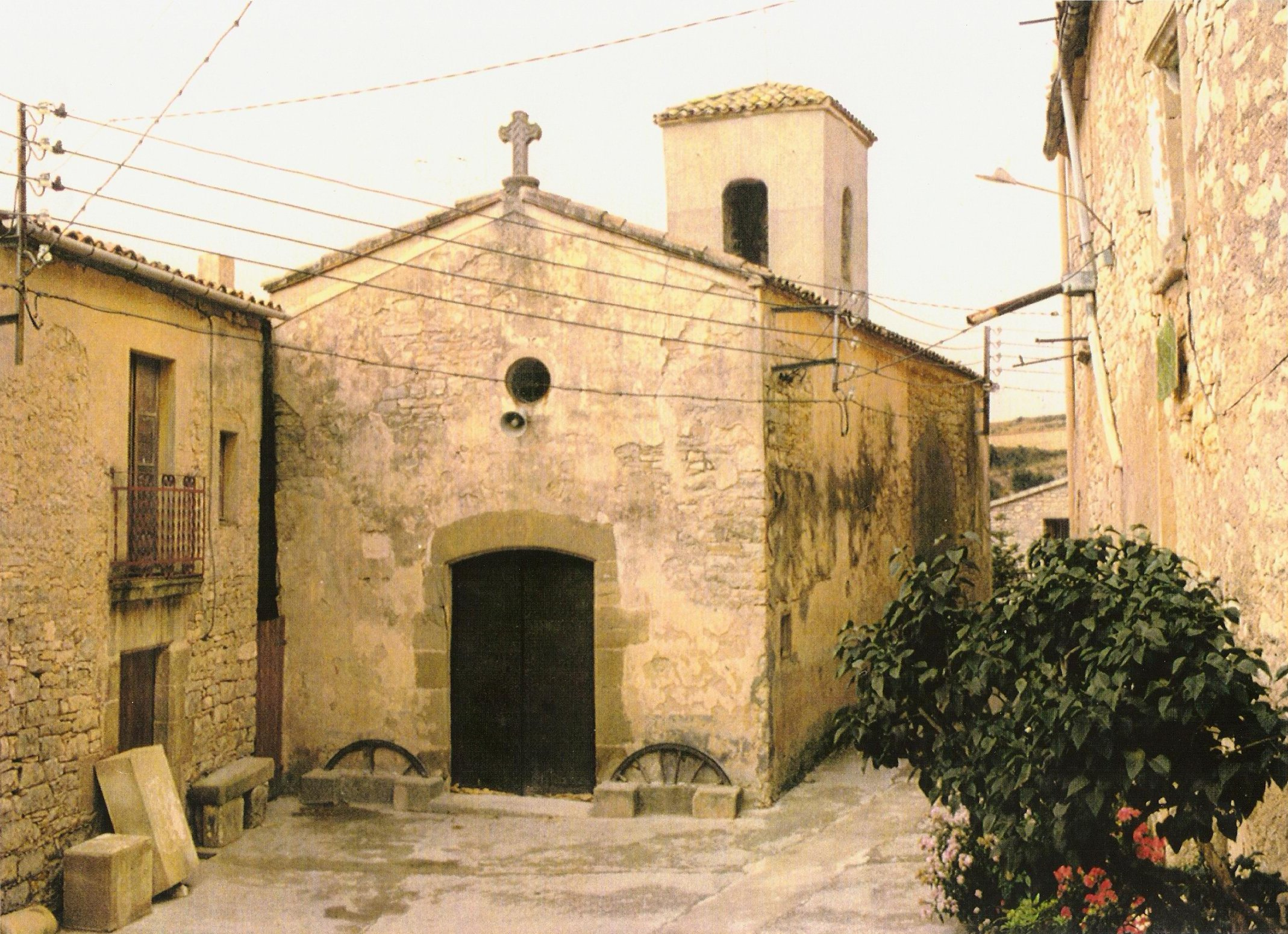
Vinzenzkapelle

- Andreaskirche in Pujalt
- Jakobskirche in La Guardia
- Vinzenzkapelle in Conill
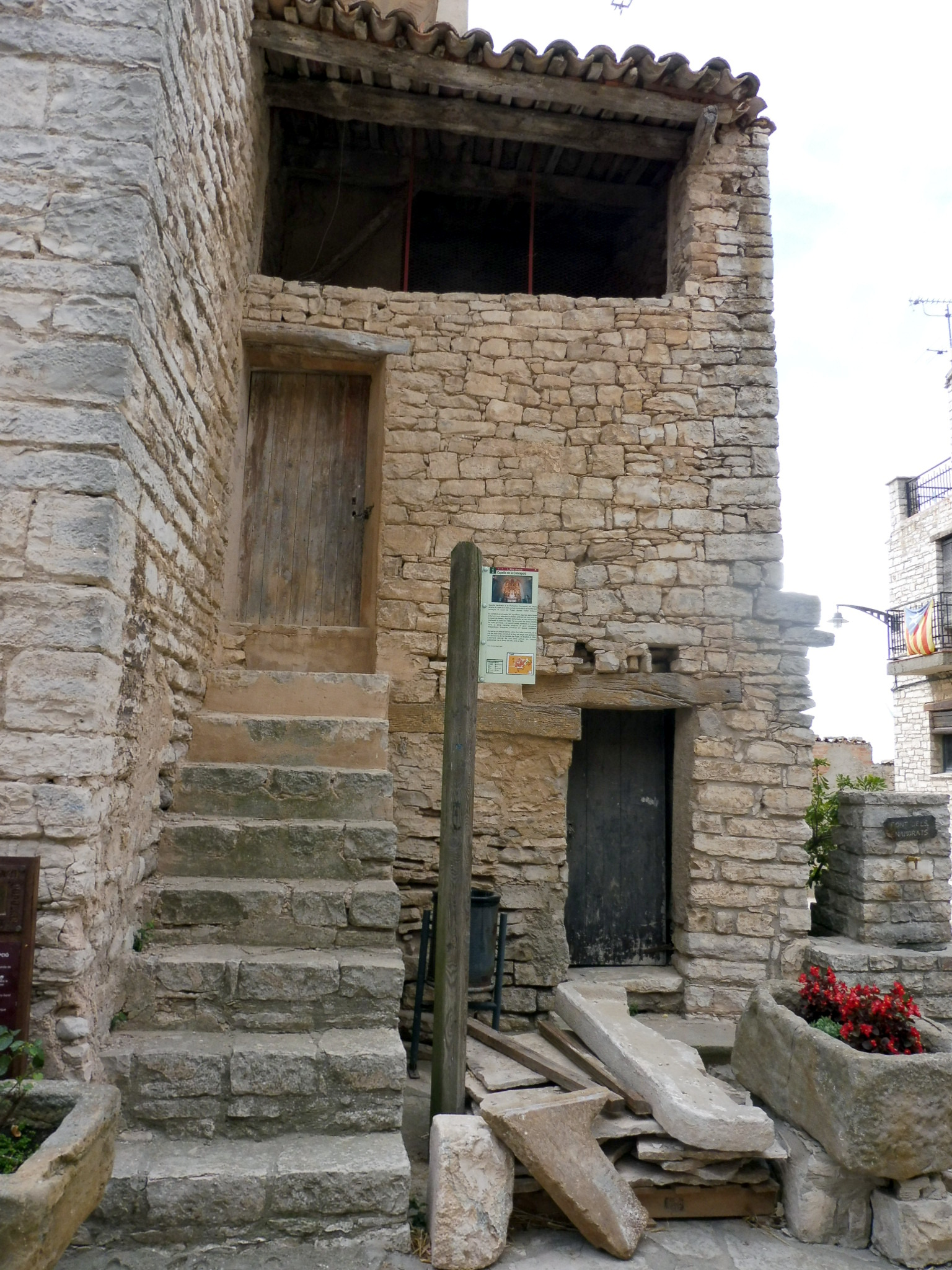
Altes Rathaus

- Burganlage von Pujalt
- Andreaskirche
- Jakobskirche
- Vinzenzkapelle
- Altes Rathaus